# 中井亜希
中井 亜希（なかい あき、1967年8月21日 - ）は、セント・フォース所属のフリーアナウンサー。元銀行員、元NHKアナウンサー。

## 来歴
アメリカ・ニューヨーク出身。神奈川県立外語短期大学付属高等学校卒業。慶應義塾大学法学部政治学科卒業。
- 1990年、三菱銀行（現・三菱UFJ銀行）に入行。
- 1993年、三菱銀行を退行し、NHKにアナウンサーとして入局。東京アナウンス室、金沢放送局で勤務[1]。
- 1996年、NHKを退局し、TBSと専属契約。『おはようクジラ』初代アシスタントを担当。
- 1998年、TBSとの契約満了。セント・フォースに所属。
- 2000年7月31日から8月4日の1週間、フジテレビ『めざましテレビ』のキャスターを担当（小島奈津子の夏休みに伴う代理出演）。
- 2002年1月から、テレビ朝日・朝日放送『サンデープロジェクト』のアシスタントを担当（半年間。宮田佳代子の産休に伴う代理出演）。

## 逸話
- 元銀行員の経歴を活かし、ファイナンシャルプランナーの試験に満点で合格。
- 身長165cm。血液型はO型。
- 既婚で子供がいる。2020年12月時点で、家族共々イギリス・ロンドン在住[2]。

## 出演

### テレビ
| 期間        | 期間        | 番組名                                                | 役職                                 | 備考 |
| ----------- | ----------- | ----------------------------------------------------- | ------------------------------------ | --- |
| NHK在籍時代 | NHK在籍時代 | おはよう金沢                                          | キャスター                           | |
| 1996年6月   | 1998年9月   | おはようクジラ（TBS）                                 | アシスタント                         | 番組担当期間は、同局と専属契約を締結し出演                                                               |
| 2000年4月   | 2001年9月   | めざましテレビ（フジテレビ）                          | 『Oh!MY ニューヨーク』担当レポーター | 番組担当期間は、フリーとして出演                                                                         |
| 2000年12月  | 2011年3月   | 榊原・嶌のグローバルナビ（BS-TBS・TBSニュースバード） | アシスタント                         | 上記の『めざましテレビ』と同様、番組担当期間は、フリーとして出演、出産準備のため番組を休んでいた時期あり |
| 2002年1月   | 2002年6月   | サンデープロジェクト（テレビ朝日・朝日放送）          | 宮田佳代子の代行司会                 | 番組担当期間は、フリーとして出演                                                                         |

### テレビコマーシャル
- アリコジャパン（2010年）

## 同期のアナウンサー
- 藤井彩子（松江→大阪→東京アナウンス室→大阪→東京アナウンス室→日本語センター出向→ラジオセンター）
- 秋野由美子（富山→名古屋→東京アナウンス室→大阪→東京アナウンス室→熊本→大阪→東京アナウンス室→秋田→大分→タジオセンター→プロデューサー）